# Petrov (Praga-Oeste)
Petrov es una localidad situada en el distrito de Praga-Oeste, en la región de Bohemia Central, República Checa. Tiene una población estimada, a principios del año 2022, de 760 habitantes.
Está ubicada en el centro-oeste de la región, junto a Praga y a poca distancia del río Berounka —un afluente derecho del río Moldava—.